# La vita del dottor Pasteur
La vita del dottor Pasteur (The Story of Louis Pasteur) è un film del 1936 diretto da William Dieterle, ispirato alla vita del biologo francese Louis Pasteur, un film vincitore di tre premi Oscar.
Il film venne presentato in concorso alla 4ª Mostra del Cinema di Venezia.

## Trama

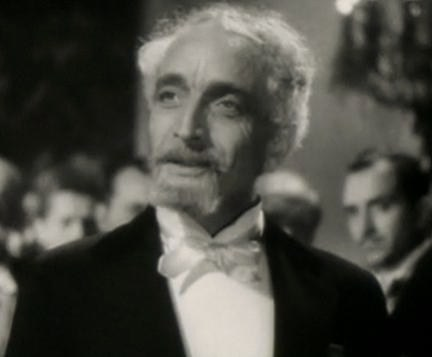
Fritz Leiber, il Dr. Charbonnet

Deriso dai suoi colleghi, in costante conflitto con l'Accademia di medicina, Pasteur decide di trasferirsi insieme a sua moglie e sua figlia in una piccola comunità di contadini per individuare i batteri responsabili dell'antrace. Quando il governo francese scopre che le pecore di quella zona non sono colpite dalla malattia, Pasteur entra nuovamente in contrasto con la medicina ufficiale. Viene proposto un esperimento: venticinque pecore dovranno essere vaccinate con il siero di Pasteur e venticinque no. Le pecore vaccinate sopravvivono e Pasteur viene acclamato da tutti. L'unico a non essere convinto dalla sua teoria sui microbi è il dottor Charbonnet, da sempre l'avversario più accanito di Pasteur.
Pasteur si dedica in seguito ad una ricerca sull'idrofobia. Dopo anni di studi prova un vaccino su un ragazzo morso da un cane. Nel frattempo Annette, moglie dell'assistente di suo padre, aspetta il primo bambino. Il solo medico disponibile è il dottor Charbonnet. Egli acconsente di sterilizzare i suoi strumenti prima del parto solo se Pasteur rinuncia alle sue ricerche sull'idrofobia. Disperato, Pasteur accetta. Ma il ragazzo morso dal cane guarisce e Charbonnet riconosce finalmente la validità degli studi di Pasteur, così come l'Accademia di medicina francese.

## Produzione
Il film fu realizzato con il budget molto limitato di 330.000 dollari.

## Distribuzione
Con sorpresa degli stessi produttori, incassò cifre molto alte, arrivando a vincere tre Premi Oscar. Il produttore Jack L. Warner ricevette la Legion d'onore della repubblica francese.

## Riconoscimenti
- 1937 - Premio Oscar
  - Miglior attore protagonista a Paul Muni
  - Miglior soggetto a Pierre Collings e Sheridan Gibney
  - Migliore sceneggiatura non originale a Pierre Collings e Sheridan Gibney
  - Nomination Miglior film alla Cosmopoliatan

- 1936 - Festival di Venezia
  - Migliore interpretazione maschile a Paul Muni
- 1936 - National Board of Review Award
  - Migliori dieci film

### Critica
Il Dizionario Mereghetti lo definisce «uno spettacolo appassionante, che equilibra con accortezza esigenze didascaliche e suspense». 
Per il Dizionario Morandini è un «appassionato "bio-pic", onesto ed eccitante più di un film gangster».